# Bykovskij rajon
Il Bykovskij rajon (in russo Быковский район?) è un rajon dell'oblast' di Volgograd, in Russia, il cui capoluogo è Bykovo. Istituito nel 1935, ricopre una superficie di 3.410 chilometri quadrati e nel 2021 ospitava una popolazione di circa 25.000 abitanti.